# Carlos Afonso de Assis Figueiredo
Carlos Afonso de Assis Figueiredo (Ouro Preto, 1845 — Rio de Janeiro, 5 de abril de 1907) foi um político e advogado brasileiro.
Filho de João Antônio Afonso e Maria Madalena de Figueiredo, era irmão do Visconde de Ouro Preto. Bacharelou-se em Direito em São Paulo, em 1867. Foi procurador da fazenda, deputado provincial e geral por Minas Gerais em diversas legislaturas, ministro da Guerra, em 1882 (ver Gabinete Paranaguá), e presidente da província do Rio de Janeiro, nomeado por carta imperial de 15 de junho de 1889, tendo exercido o cargo de 19 de junho a 15 de novembro de 1889.
Fazia parte do Conselho do Imperador, e renunciou ao governo fluminense após a derrubada da monarquia, apesar de ter tentado defender o antigo regime, entregando o cargo de presidente da província a Rufino Furtado de Mendonça, então 5° vice presidente e substituto legal, o que acaba por ocorrer como mera formalidade, haja vista o governo estar, de fato, nas mãos do tenente-coronel Fonseca e Silva, comandante do Corpo Policial, atual Polícia Militar. Após deixar o governo, Carlos Afonso foi exilado, juntamente com sua família, tendo retornado ao Brasil pouco antes de sua morte e dedicado aqueles anos à cátedra de direto civil na Faculdade Livre de Ouro Preto.